# Gottlieb Büchler
Gottlieb Büchler (* 16. Mai 1783 in Schwellbrunn; † 25. März 1863 in Herisau; heimatberechtigt in Schwellbrunn) war ein Schweizer Historiker und Genealoge aus dem Kanton Appenzell Ausserrhoden.

## Leben
Gottlieb Büchler war ein Sohn von Bartholome Büchler, Kleinbauer und Tagelöhner. Im Jahr 1809 heiratete er Maria Magdalene Schoch, Tochter von Jakob Schoch.
Neben dem Viehhüten besuchte er drei Sommersemester Schulunterricht. Von 1807 bis 1810 arbeitete er als Instruktor der kantonalen Rekruten-Kompanien. Ökonomische Umstände verhinderten die Annahme der Hauptmannsstelle. Später war er führender Historiker und Genealoge Ausserrhodens. Für umfassende Studien fehlten aber erneut die Mittel. Seine fünf gedruckten sowie die grosse Zahl unpublizierter Werke bilden wertvolle Materialsammlungen. Im Jahr 1830 war er Mitbegründer der ersten Herisauer Lesegesellschaft. Er setzte sich im Jahr 1831 für eine kantonale Verfassungsrevision mit der Broschüre Die Appenzell Ausserrhodische Landbuchsache ein.
Der Vorkämpfer für das Gedankengut der Aufklärung lebte in ärmlichen Verhältnissen und schlug sich als Zeitungsverträger, Publizist, Rechtsanwalt und Tagelöhner durch.